# 愛がたりないぜ
「愛がたりないぜ」（あいがたりないぜ）は、セガ・インタラクティブの社員であり、ゲームミュージック作曲や歌手活動も行っている光吉猛修のデビューシングル。1996年4月24日に東芝EMIより発売された。

## 解説
テレビアニメ「バーチャファイター」の第二期のオープニング主題歌。

## 収録曲
- 全作詞：森雪之丞 / 作曲：米川英之 / 編曲：大堀薫

1. 愛がたりないぜ（4:06）
  - テレビ東京系「バーチャファイター」オープニングテーマ
2. Solitude（6:14）
3. 愛がたりないぜ（オリジナル・カラオケ）（4:06）
4. Solitude（オリジナル・カラオケ）（6:14）